# Nakamura Hayato
Hayato Nakamura (sinh ngày 18 tháng 11 năm 1991) là một cầu thủ bóng đá người Nhật Bản.

## Sự nghiệp câu lạc bộ
Hayato Nakamura đã từng chơi cho Montedio Yamagata và V-Varen Nagasaki.